# Saison 2021 du Championship (rugby à XIII)
Navigation
Édition précédente Édition suivante
La Saison 2021 du Championship (connu pour des raisons de partenariats comme la Betfred Championship) se joue entre quatorze équipes.
La fin de la saison voit la promotion du Toulouse olympique en Super League.

## Résultats

### Classement de la phase régulière
| Rang | Franchise               | J  | V  | N | D  | Pm  | Pe  | Diff | Pts |
| ---- | ----------------------- | -- | -- | - | -- | --- | --- | ---- | --- |
| 1    | Toulouse olympique XIII | 14 | 14 | 0 | 0  | 698 | 124 | +574 | 28  |
| 2    | Featherstone Rovers     | 21 | 20 | 0 | 1  | 943 | 292 | +651 | 38  |
| 3    | Halifax                 | 21 | 13 | 0 | 8  | 528 | 354 | +174 | 26  |
| 4    | Batley Bulldogs         | 21 | 13 | 0 | 8  | 561 | 411 | +150 | 26  |
| 5    | Bradford Bulls          | 20 | 12 | 0 | 8  | 514 | 501 | +13  | 24  |
| 6    | Whitehaven              | 22 | 12 | 1 | 9  | 502 | 524 | -22  | 25  |
| 7    | London Broncos          | 20 | 11 | 1 | 8  | 552 | 579 | -27  | 21  |
| 8    | Widnes Vikings          | 21 | 9  | 1 | 11 | 494 | 534 | -40  | 19  |
| 9    | York City Knights       | 20 | 9  | 0 | 11 | 502 | 477 | +25  | 18  |
| 10   | Dewsbury Rams           | 21 | 8  | 1 | 12 | 360 | 608 | -248 | 17  |
| 11   | Newcastle               | 20 | 7  | 1 | 12 | 431 | 627 | -196 | 15  |
| 12   | Sheffield Eagles        | 18 | 5  | 1 | 12 | 420 | 665 | -245 | 13  |
| 13   | Oldham Roughyeds        | 21 | 2  | 1 | 18 | 308 | 748 | -440 | 5   |
| 14   | Swinton Lions           | 22 | 2  | 1 | 19 | 404 | 773 | -369 | 5   |

|  | Qualifié pour les demi-finales de la phase finale. |
|  | Qualifié pour la phase finale.                     |
|  | Relégué en League 1.                               |

Attribution des points : deux points sont attribués pour une victoire, un point pour un match nul (si dans la prolongation est déterminé au golden point extra il reçoit un second point), aucun point en cas de défaite.

### Phase finale
|  | Quarts de finale         | Quarts de finale         |            |              | Demi-finales                                                 | Demi-finales                                                 |  |  | Finale                                                          | Finale                                                          |
|  | Quarts de finale         | Quarts de finale         |            |              | Demi-finales                                                 | Demi-finales                                                 |  |  | Finale                                                          | Finale                                                          |
|  |                          |                          |            |              |                                                              |                                                              |  |  |                                                                 |                                                                 |
|  |                          |                          |            |              | Le samedi 2 octobre 2021 au stade Ernest-Wallon, de Toulouse | Le samedi 2 octobre 2021 au stade Ernest-Wallon, de Toulouse |  |  | Le dimanche 10 octobre 2021 au stade Ernest-Wallon, de Toulouse | Le dimanche 10 octobre 2021 au stade Ernest-Wallon, de Toulouse |
|  |                          |                          |            |              | Le samedi 2 octobre 2021 au stade Ernest-Wallon, de Toulouse | Le samedi 2 octobre 2021 au stade Ernest-Wallon, de Toulouse |  |  | Le dimanche 10 octobre 2021 au stade Ernest-Wallon, de Toulouse | Le dimanche 10 octobre 2021 au stade Ernest-Wallon, de Toulouse |
|  | Toulouse                 | 51                       |            |              |                                                              |                                                              |  |  | Le dimanche 10 octobre 2021 au stade Ernest-Wallon, de Toulouse | Le dimanche 10 octobre 2021 au stade Ernest-Wallon, de Toulouse |
|  | Toulouse                 | 51                       | Batley     | 23           |                                                              |                                                              |  |  | Le dimanche 10 octobre 2021 au stade Ernest-Wallon, de Toulouse | Le dimanche 10 octobre 2021 au stade Ernest-Wallon, de Toulouse |
|  | Batley                   | 12                       | Batley     | 23           |                                                              |                                                              |  |  | Le dimanche 10 octobre 2021 au stade Ernest-Wallon, de Toulouse | Le dimanche 10 octobre 2021 au stade Ernest-Wallon, de Toulouse |
|  | Batley                   | 12                       | Bradford   | 10           |                                                              |                                                              |  |  | Le dimanche 10 octobre 2021 au stade Ernest-Wallon, de Toulouse | Le dimanche 10 octobre 2021 au stade Ernest-Wallon, de Toulouse |
|  | Le samedi 2 octobre 2021 | Le samedi 2 octobre 2021 | Bradford   | 10           | Toulouse                                                     | 34                                                           |  |  |                                                                 |                                                                 |
|  | Le samedi 2 octobre 2021 | Le samedi 2 octobre 2021 |            |              | Toulouse                                                     | 34                                                           |  |  |                                                                 |                                                                 |
|  | Le samedi 2 octobre 2021 | Le samedi 2 octobre 2021 |            | Featherstone | 12                                                           |                                                              |  |  |                                                                 |                                                                 |
|  | Le samedi 2 octobre 2021 | Le samedi 2 octobre 2021 | Halifax    | Featherstone | 12                                                           | 24                                                           |  |  |                                                                 |                                                                 |
|  | Featherstone             | 42                       | Halifax    |              |                                                              | 24                                                           |  |  |                                                                 |                                                                 |
|  | Featherstone             | 42                       | Whitehaven | 20           |                                                              |                                                              |  |  |                                                                 |                                                                 |
|  | Halifax                  | 10                       | Whitehaven | 20           |                                                              |                                                              |  |  |                                                                 |                                                                 |
|  | Halifax                  | 10                       |            |              |                                                              |                                                              |  |  |                                                                 |                                                                 |

#### Finale
(mt : 16 - 0)
Homme du match : 
Points marqués :
- Toulouse : 5 essais de Jussaume (6e et 65e), Schaumkel (19e), Hansen (74e) et Ford (80e) ; 4 transformations de Kheirallah (6e, 19e, 65e et 74e) ; 3 pénalités de Kheirallah (13e, 16e et 24e) ; 1 carton jaune de White (78e).
- Featherstone : 2 essais de Ferres (54e) et Davies (68e) ; 2 transformations de Hall (54e et 68e).

Évolution du score : 
Arbitre :  Robert Hicks
Spectateurs : 9 235
Composition des équipes :
- Toulouse : Mark Kheirallah - Jy Hitchcox, Mathieu Jussaume, Taioalo Vaivai, Latrell Schaumkel - Tony Gigot (o), Johnathon Ford (m, c) - Rémi Casty, Lloyd White, Harrison Hansen, Dominique Peyroux, Joseph Bretherton, Anthony Marion - Éloi Pélissier, Mitchell Garbutt, Justin Sangaré, Joseph Paulo - Entraîneur : Sylvain Houles
- Featherstone : Alex Walker - Craig Hall, Kris Welham, Josh Hardcastle, Gareth Gale - Dane Chisholm (o), Fa'amanu Brown (m) - Craig Kopczak, Connor Jones, James Lockwood, Frankie Halton, Brett Ferres, Callum Field - John Davies, Jack Bussey, Dean Parata, Dale Ferguson - Entraîneur : James Webster

La finale de cette édition se dispute le 10 octobre 2021 au stade Ernest-Wallon de Toulouse, stade du vainqueur de la saison régulière bien que Toulouse ait disputé toutes ses rencontres en Angleterre en raison des restrictions liées à la pandémie. Vainqueur donc de la saison régulière, Toulouse s'est défait de Batley en demi-finale tandis que son adversaire a écarté Halifax de son côté. Les deux équipes se sont affrontés à une reprise cette saison ponctuée d'une victoire toulousaine. Ce match revêt d'une importance sur l'expansion de la Super League puisque Toulouse pourrait devenir le second club français à évoluer en Super League avec les Dragons Catalans, ces derniers disputant la veille la finale de la Super League perdue contre St Helens.
Arbitré par Robert Hicks, arbitre de l'unique titre français en 2018 en Challenge Cup par les Dragons Catalans, la finale se joue devant 9 235 spectateurs et est diffusée en direct par BeIn Sport en France et Sky Sports en Angleterre.
Auteur d'une entame exemplaire, Toulouse se détache très rapidement au score grâce à des essais de  Mathieu Jussaume et Latrell Schaumkel, ainsi qu'au pied de son arrière Mark Kheirallah, auteur d'un sans faute. Toulouse mène 16-0 à la mi-temps. La seconde période voit Featherstone réagir confirmé par l'essai de Brett Ferres et transformé par Craig Hall pour inscrire leurs premiers points. C'est le moment choisi par Toulouse pour reprendre le ballon entre les mains et ne laisser aucun espoir à ses adversaires par des essais de Jussaume, Harrison Hansen et Johnathon Ford auxquels répond un essai de John Davies côté Featherstone pour un score final de 34-12 et une accession en Super League pour la première fois de son histoire pour le Toulouse Olympique XIII